# Polysyncraton dealbatum
Polysyncraton dealbatum is een zakpijpensoort uit de familie van de Didemnidae. De wetenschappelijke naam van de soort is voor het eerst geldig gepubliceerd in 2008 door Kott.